# Pieris formel
Pieris formel är inom matematiken uppkallad efter Mario Pieri, samt beskriver produkten av en Schubertcykel genom en särskild Schubertcykel i Schubertkalkyl, eller produkten av ett Schurpolynom av en fullständig symmetrisk funktion.
När det gäller Schurfunktioner sλ indexerade av partitioner λ, föreskrivs:
{\displaystyle \displaystyle s_{\mu }h_{r}=\sum _{\lambda }s_{\lambda }}
där hr är ett komplett homogent symmetriskt polynom och där summan över alla partitioner λ erhålls från μ genom att addera r element, dock inte två i samma kolumn.
Pieris formel medför Giambellis formel. Littlewood–Richardson-regeln är en generalisering av Pieris formel som ger produkten av två Schurfunktioner. Monks formel är en analogi av Pieris formel för flaggmångfalder.